# Малі Єрчики

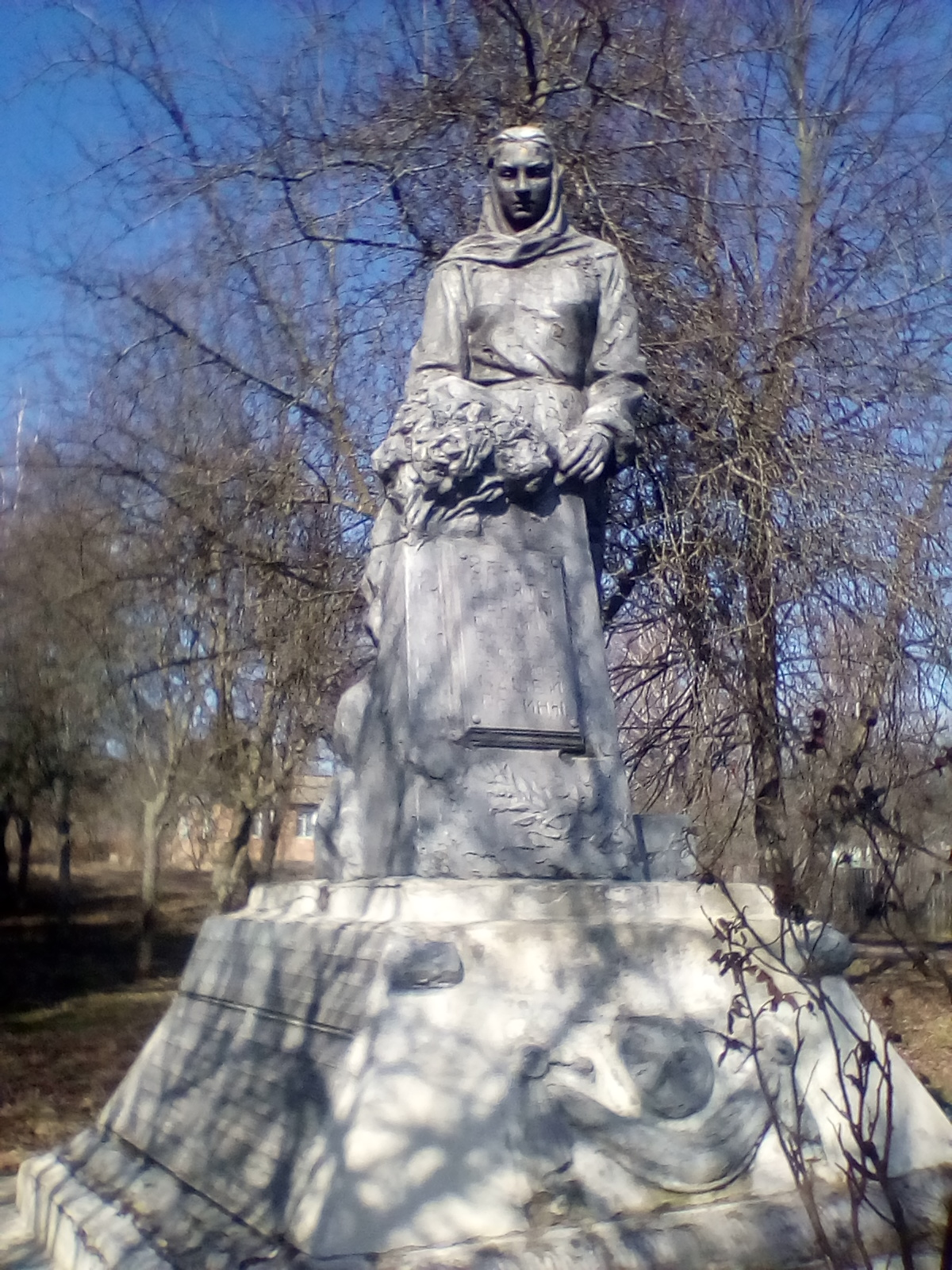
село Малі Єрчики, братська могила воїнів, які загинули в роки Великої Вітчизняної війни

Малі́ Єрчи́ки — село в Україні, у Сквирській міській громаді Білоцерківського району Київської області. Населення становить 466 осіб.

## Населення

### Мова
Розподіл населення за рідною мовою за даними перепису 2001 року:
| Мова            | Кількість | Відсоток |
| --------------- | --------- | -------- |
| українська      | 455       | 97.64%   |
| російська       | 7         | 1.50%    |
| румунська       | 3         | 0.64%    |
| інші/не вказали | 1         | 0.22%    |
| Усього          | 466       | 100%     |

## Постаті
- Яценко Михайло Ігорович (*1991) — капітан Збройних сил України, учасник російсько-української війни.
- Тригубчук Микола Анатолійович (18.03.1984 — 05.06.2024) — український військовослужбовець, учасник російсько-української війни.